# InkML
InkML — XML- язык разметки для ввода данных электронной ручкой или стилусом на планшетных персональных компьютерах. Рабочий проект спецификации разработан рабочей группой W3C Multi Modal Interaction и поддерживается World Wide Web Consortium (W3C). Имеет с 2011 года статус рекомендации.
Идея InkML заключается в создании графических и текстовых интерфейсов, которые могут использоваться по аналогии с ручкой и бумагой. Хотя этот язык и не был специально спроектирован для многомодального взаимодействия, он может быть хорошим подспорьем при создании многомодальных приложений.
InkML спроектирован для приложений, которым требуется полное и точное представление рукописной информации от различных устройств ввода, включая наклон и давление пера, давление и т. п. Формат позволяет добавлять и специфическую для конкретного приложения информацию. Другим известным аналогом является UNIPEN, который, в отличие от InkML, больше направлен на задачи распознавания рукописного ввода.
InkML формат может быть использован как в режиме архива, так и в виде потока данных. Среди моделируемых InkML понятий можно выделить ink source (источник цифровых чернил), trace format (формат описания следов), которые могу включать информацию об оцифрованных устройством данных в виде каналов X, Y, F (force — сила) и единицах измерения соответствующих величин. Цифровые чернила представляются в InkML в виде набора следов (traces), каждый из которых является рядом измерений (обычно, произведённых в равноотстоящие промежутки времени) позиций пера или пальца пользователя, и разделённые маркерами опускания и поднятия пера (пальца).

## Программное обеспечение
- Инструментарий InkML Toolkit[5]
- InkML JavaScript-библиотека[6][7]